# Chiesa di San Michele in Bonaccio
La ex chiesa di San Michele in Bonaccio o dei Fabbri si trova a Pistoia, in via degli Orafi.

## Storia e descrizione
La chiesa venne forse fondata da un esponente della famiglia Bonacci, dal quale prese il nome. All'epoca della grande pestilenza del 1400 la chiesa conservava un venerato crocifisso, che avrebbe miracolosamente stillato sangue; inoltre vi erano custodite alcune reliquie, come il sangue di sant'Ansano e un dente di Andrea apostolo. 
Anticamente la strada su cui si trova si chiamava de' Ferrivecchi, dove si trovavano numerose botteghe di fabbri. Nel 1560 venne ristrutturata. Fu soppressa, come altre parrocchie cittadine, nel 1777 dal vescovo Giuseppe Ippoliti, e il suo successore Scipione de' Ricci la sconsacrò e la fece vendere a privati, che vi installarono un'officina. 
La chiesa oggi non è riconoscibile se non per qualche traccia, come una parte della facciata a capanna, le piccole mensole del sottogronda (una decorata da una testina scolpita) e una targa dell'Opera di san Jacopo, già proprietaria dell'edificio.